# Yūka Kashino
Yūka Kashino (樫野 有香 Kashino Yūka?), más conocida como Kashiyuka (かしゆか?) (Hiroshima, Prefectura de Hiroshima, 23 de diciembre de 1988) es una cantante japonesa, miembro del grupo de j-pop Perfume.

## Biografía
Kashino nació en Hiroshima, Hiroshima, Japón al igual que sus compañeras de grupo, también fue al Colegio de Actores. Kashino y Ayaka Nishiwaki formaron el grupo en 2000, con la miembro original Yūka Kawashima, que dejó el grupo para enfocarse en sus estudios, uniéndose más adelante Ōmoto para así conformar el actual grupo.